# Mahurangi River
Der Mahurangi River ist ein Fluss in der Region Auckland auf der Nordinsel von Neuseeland.

## Geographie
Der Mahurangi River wird durch den Zusammenfluss der beiden Flüsse Mahurangi River (Left Branch) und Mahurangi River (Right Branch) westlich des Stadtzentrums von Warkworth gebildet. Nach einem kurzen 5 km langen Flussverlauf nördlich am Stadtzentrum von Warkworth vorbei, mündet der Fluss über ein Ästuar in den Mahurangi Harbour. Dieser besitzt einen Zugang zum Hauraku Gulf, der sich nach Norden hin zum Pazifischen Ozean öffnet.
Der Mahurangi Harbour ist schiffbar und bietet mit seinen kleinen Buchten und Inseln einen geschützten Ankerplatz. Der Wasserstand des Flusses selbst ist dagegen stark gezeitenabhängig und reicht vom unter 50 cm (mittleres Niedrigwasser) an der Mündung zum Hafen bis 1,5 m weiter stromauf. Bei Flut ist der Fluss auch für größere Boote befahrbar.
Der New Zealand State Highway 1 überquert den Fluss westlich des Stadtzentrums von Warkworth.

## Geschichte
In der Vergangenheit war der Fluss der Hauptverbindungsweg zwischen der Gemeinde Warkworth und dem Rest der Welt. Eine Portland-Zement-Fabrik wurde 1884 neben dem Fluss gegründet, da der Export über den Seeweg einfach möglich war. Die Ruinen sind stromauf des Bootshafens noch zu sehen.
Warkworth, ursprünglich Brown’s Mill genannt, ist nach einer Sägemühle benannt, die von einem Herrn Brown am Mahurangi River errichtet worden war, als das Gebiet noch ein Holzfällerlager war. Das Holz, oft Kauriholz, wurde über den Fluss nach Australien exportiert. Sandstein aus New South Wales in Australien wurde hingegen als Ballast geladen und in der Flussmündung abgeworfen, wo sich noch heute große Mengen davon finden lassen.

## Wasserfälle
Im Fluss gibt es eine Reihe von kleinen Wasserfällen. Der bei Flut schiffbare Teil des Mahurangi River endet deshalb bei den untersten Fällen westlich von Warkworth. Seit den 1860ern wurden hier zwei Dämme und mehrere Brücken errichtet. Heute gibt es eine Betonbrücke von 1971, auf der ursprünglich eine Feldbahn fuhr, diese ist heute eine Fußgängerbrücke, und eine zweispurige Straßenbrücke neueren Datums. 

## Bootswerften
Am Mahurangi River gibt es zwei Bootswerften, eine an den Ruinen des Zementwerkes und eine weiter stromauf nahe Warkworth. Beide haben Möglichkeiten, große und kleine Boote aus dem Wasser zu holen und an Land zu lagern. Es gibt auch einen Anleger an einem Ponton am Ufer, allerdings trocknet der Fluss hier bei Niedrigwasser fast aus.

## Flora und Fauna
In die Bucht kommen zeitweise die Südkaper, um zu ruhen oder zu kalben.